# Listă de filme științifico-fantastice din anii 2020
Aceasta este o listă de filme științifico-fantastice notabile din anii 2020.

## Listă de filme
| 2020 • 2021 • 2022 • 2023 • 2024 • 2025              |                                                                                          |                                                                                                   |                                      |                                          |  |  |
| 2020                                                 |                                                                                          |                                                                                                   |                                      |                                          |  |  |
| Titlu                                                | Regizor                                                                                  | Distribuția                                                                                       | Țara                                 | Note                                     |  |  |
| Archive                                              | Gavin Rothery                                                                            | Theo James, Stacy Martin, Rhona Mitra, Peter Ferdinando, Toby Jones                               | Regatul Unit                         | 10 iulie 2020                            |  |  |
| Artemis Fowl                                         | Kenneth Branagh                                                                          | Ferdia Shaw, Lara McDonnell, Josh Gad                                                             | Statele Unite                        |                                          |  |  |
| Bill & Ted Face the Music                            | Dean Parisot                                                                             | Keanu Reeves, Alex Winter, William Sadler                                                         | Statele Unite                        | 21 august 2020                           |  |  |
| BIOS                                                 | Miguel Sapochnik                                                                         | Tom Hanks, Caleb Landry Jones                                                                     | Statele Unite                        | 2 octombrie 2020                         |  |  |
| Bloodshot                                            | David S. F. Wilson                                                                       | Vin Diesel, Eiza González, Guy Pearce                                                             | Statele Unite                        |                                          |  |  |
| Chaos Walking                                        | Doug Liman                                                                               | Tom Holland, Daisy Ridley                                                                         | Statele Unite                        | 2020                                     |  |  |
| Color Out of Space                                   | Richard Stanley                                                                          | Nicolas Cage, Joely Richardson                                                                    | Statele Unite                        |                                          |  |  |
| Coma                                                 | Nikita Argunov                                                                           | Rinal Moukhametov, Anton Pampouchny                                                               | Rusia                                | 30 ianuarie 2020                         |  |  |
| Dune                                                 | Denis Villeneuve                                                                         | Timothée Chalamet, Rebecca Ferguson, Stellan Skarsgård                                            | Statele Unite                        | 20 noiembrie 2020                        |  |  |
| Evangelion: 3.0+1.0                                  | Hideaki Anno                                                                             |                                                                                                   | Japonia                              | iunie 2020                               |  |  |
| Godzilla vs. Kong                                    | Adam Wingard                                                                             | Kyle Chandler, Zhang Ziyi, Millie Bobby Brown                                                     | Statele Unite                        | 13 martie 2020                           |  |  |
| Invasion (Vtorzhenie)                                | Fyodor Bondarchuk                                                                        |                                                                                                   | Rusia                                |                                          |  |  |
| Omul invizibil                                       | Leigh Whannell                                                                           | Elisabeth Moss, Oliver Jackson-Cohen, Storm Reid, Aldis Hodge, Harriet Dyer                       | Statele Unite                        | 28 februarie 2020                        |  |  |
| The New Mutants                                      | Josh Boone                                                                               | Anya Taylor-Joy, Maisie Williams, Charlie Heaton, Henry Zaga, Blu Hunt                            | Statele Unite                        | 3 aprilie 2020                           |  |  |
| Possessor                                            | Brandon Cronenberg                                                                       | Christopher Abbott, Andrea Riseborough, Sean Bean                                                 | Statele Unite                        |                                          |  |  |
| Sonic the Hedgehog                                   | Jeff Fowler                                                                              | Ben Schwartz, Jim Carrey, James Marsden                                                           | Statele Unite                        |                                          |  |  |
| Stowaway                                             | Joe Penna                                                                                | Anna Kendrick, Toni Collette, Shamier Anderson                                                    | Statele Unite                        | 2020                                     |  |  |
| Voyagers                                             | Neil Burger                                                                              | Colin Farrell, Tye Sheridan, Lily-Rose Depp                                                       | Statele Unite                        | 2020                                     |  |  |
| 2021                                                 |                                                                                          |                                                                                                   |                                      |                                          |  |  |
| After Yang                                           | Kogonada                                                                                 | Colin Farrell                                                                                     | Statele Unite                        | 2021                                     |  |  |
| Bliss                                                | Mike Cahill                                                                              | Salma Hayek, Madeline Zima, Owen Wilson                                                           | Statele Unite                        | 5 februarie 2021                         |  |  |
| Gunoierii spațiali                                   | Sung-hee Jo                                                                              | Song Joong-Ki, Kim Tae-ri, Seon-kyu Jin, Hae-Jin Yoo                                              | Coreea de Sud                        | 5 februarie 2021                         |  |  |
| 2022                                                 |                                                                                          |                                                                                                   |                                      |                                          |  |  |
| Avatar 2                                             | James Cameron                                                                            | Sam Worthington, Zoe Saldana, Sigourney Weaver, Stephen Lang                                      | Statele Unite                        | 16 decembrie 2022                        |  |  |
| The Matrix 4                                         | Lana Wachowski                                                                           | Keanu Reeves, Carrie-Anne Moss                                                                    | Statele Unite                        | 1 aprilie 2022                           |  |  |
| 2023                                                 |                                                                                          |                                                                                                   |                                      |                                          |  |  |
| Breach                                               | John Suits                                                                               | Bruce Willis, Rachel Nichols, Thomas Jane                                                         | Statele Unite                        |                                          |  |  |
| Evangelion: 3.0+1.0 Thrice Upon a Time               | Hideaki Anno                                                                             |                                                                                                   | Japonia                              |                                          |  |  |
| The Midnight Sky                                     | George Clooney                                                                           | George Clooney, Felicity Jones                                                                    | Statele Unite                        |                                          |  |  |
| Stowaway                                             | Joe Penna                                                                                | Anna Kendrick, Toni Collette, Shamier Anderson                                                    | Statele Unite                        |                                          |  |  |
| The Three-Body Problem                               | Panpan Zhang                                                                             | Zhang Jingchu                                                                                     | China                                | [ 5 ] [ 6 ] [ 7 ]                        |  |  |
| Warriors of Future                                   | Ng Yuen-fai                                                                              | Louis Koo, Sean Lau                                                                               | Hong Kong                            |                                          |  |  |
| 2024                                                 |                                                                                          |                                                                                                   |                                      |                                          |  |  |
| Afraid                                               | Chris Weitz                                                                              | John Cho, Katherine Waterston, Havana Rose Liu, Lukita Maxwell                                    | Statele Unite                        | Horror Thriller                          |  |  |
| Aftermath                                            | József Gallai, Gergő Elekes                                                              | Fruzsina Nagy, Edward Apeagyei, Sally Kirkland, Eric Roberts                                      | Hungary Statele Unite United Kingdom | [ 9 ]                                    |  |  |
| Agent Recon                                          | Derek Ting                                                                               | Derek Ting, Marc Singer, Chuck Norris, Sylvia Kwan                                                | Statele Unite                        | Action                                   |  |  |
| Alien Country                                        | Boston McConnaughey                                                                      | Rachele Brooke Smith, Alireza Mirmontazeri, Corbin Allred, K.C. Clyde                             | Statele Unite                        | Acțiune Comedie Horror                   |  |  |
| Alien: Romulus                                       | Fede Álvarez                                                                             | Cailee Spaeny, Isabela Merced                                                                     | Statele Unite                        | Science Fiction Horror                   |  |  |
| Alienoid: Return to the Future                       | Choi Dong-hoon                                                                           | Ryu Jun-yeol, Kim Woo-bin, Kim Tae-ri                                                             | Coreea de Sud                        | Science Fiction Fantasy                  |  |  |
| Another End                                          | Piero Messina                                                                            | Gael García Bernal, Renate Reinsve, Bérénice Bejo, Olivia Williams                                | Italy France United Kingdom          | Sci-fi Romance Drama                     |  |  |
| Arcadian                                             | Benjamin Brewer                                                                          | Nicolas Cage, Jaeden Martell, Maxwell Jenkins, Sadie Soverall                                     | Statele Unite Ireland Canada         | Thriller Horror                          |  |  |
| Atlas                                                | Brad Peyton                                                                              | Jennifer Lopez, Simu Liu, Sterling K. Brown                                                       | Statele Unite                        |                                          |  |  |
| Ayalaan                                              | R. Ravikumar                                                                             | Sivakarthikeyan, Rakul Preet Singh, Sharad Kelkar                                                 | India                                | Sci-fi Acțiune Comedy                    |  |  |
| Badland Hunters                                      | Heo Myeong-haeng                                                                         | Ma Dong-seok, Lee Hee-joon, Lee Jun-young, Roh Jeong-eui                                          | Coreea de Sud                        |                                          |  |  |
| Big City Greens The Movie Spacecation                | Anna O'Brian                                                                             | Chris Houghton, Marieve Herington, Bob Joles, Artemis Pebdani                                     | Statele Unite                        |                                          |  |  |
| Bionic                                               | Afonso Poyart                                                                            | Jessica Córes, Bibi Flor, Emilly Nayara, Gabz                                                     | Brazil                               | [ 11 ]                                   |  |  |
| Borderlands                                          | Eli Roth                                                                                 | Cate Blanchett, Kevin Hart, Jamie Lee Curtis, Jack Black                                          | Statele Unite                        | Science Fiction Acțiune                  |  |  |
| Code 8: Part II                                      | Jeff Chan                                                                                | Robbie Amell, Stephen Amell                                                                       | Canada                               | Sci-fi Acțiune Drama                     |  |  |
| The Day the Earth Blew Up: A Looney Tunes Movie      | Peter Browngardt                                                                         | Eric Bauza                                                                                        | Statele Unite                        | Animation Comedy                         |  |  |
| Deadpool & Wolverine                                 | Shawn Levy                                                                               | Ryan Reynolds, Hugh Jackman, Emma Corrin, Chris Evans, Morena Baccarin                            | Statele Unite                        | Acțiune Comedy                           |  |  |
| Dune: Part Two                                       | Denis Villeneuve                                                                         | Timothée Chalamet, Zendaya, Rebecca Ferguson                                                      | Statele Unite                        | Sci-fi Space Opera                       |  |  |
| Elevation                                            | George Nolfi                                                                             | Anthony Mackie, Morena Baccarin, Maddie Hasson, Danny Boyd Jr.                                    | Statele Unite                        | Acțiune Thriller                         |  |  |
| The Empire                                           | Bruno Dumont                                                                             | Lyna Khoudri, Anamaria Vartolomei, Camille Cottin, Fabrice Luchini                                | France                               | Science Fiction Comedy                   |  |  |
| The Fix                                              | Kelsey Egan                                                                              | Clancy Brown, Daniel Sharman, Grace Van Dien, Greteli Fincham, Keenan Arrison, Nicole Fortuin     | South Africa                         | Science Fiction Thriller                 |  |  |
| Furiosa: A Mad Max Saga                              | George Miller                                                                            | Anya Taylor-Joy, Chris Hemsworth                                                                  | Statele Unite                        |                                          |  |  |
| Ghostbusters: Frozen Empire                          | Gil Kenan                                                                                | Mckenna Grace, Paul Rudd, Finn Wolfhard, Carrie Coon                                              | Statele Unite                        | Science Fiction Fantasy                  |  |  |
| Godzilla x Kong: The New Empire                      | Adam Wingard                                                                             | Dan Stevens, Rebecca Hall, Brian Tyree Henry                                                      | Statele Unite                        | Science Fiction Monster                  |  |  |
| Guest from the Future                                | Alexander Andryushchenko                                                                 | Daria Vereshchagina, Mark Eidelstein                                                              | Russia                               | Teen Sci-fi Drama                        |  |  |
| The Invisibles                                       | Andrew Currie                                                                            | Tim Blake Nelson, Gretchen Mol, Bruce Greenwood, Simon Webster                                    | Canada                               | Fantasy Drama                            |  |  |
| I.S.S.                                               | Gabriela Cowperthwaite                                                                   | Ariana DeBose, Chris Messina, John Gallagher Jr.                                                  | Statele Unite                        | Science Fiction Thriller                 |  |  |
| Jackpot                                              | Paul Feig                                                                                | Awkwafina, John Cena, Ayden Mayeri, Donald Elise Watkins                                          | Statele Unite                        | Comedie Action                           |  |  |
| Justice League Crisis on Infinite Earths : Part One  | Jeff Wamester                                                                            | Matt Bomer (voce), Jensen Ackles (voce), Darren Criss (voce), Meg Donnelly (voce)                 | Statele Unite                        | Acțiune Animation                        |  |  |
| Justice League Crisis On Infinite Earths: Part Two   | Jeff Wamester                                                                            | Matt Bomer (voce), Jensen Ackles (voce), Darren Criss (voce), Meg Donnelly (voce)                 | Statele Unite                        | Acțiune Animation                        |  |  |
| Justice League Crisis On Infinite Earths: Part Three | Jeff Wamester                                                                            | Matt Bomer (voce), Jensen Ackles (voce), Darren Criss (voce), Meg Donnelly (voce)                 | Statele Unite                        | Acțiune Animation                        |  |  |
| Kalki 2898 AD                                        | Nag Ashwin                                                                               | Prabhas, Amitabh Bachchan, Kamal Haasan, Deepika Padukone                                         | India                                | Epic Science Fiction                     |  |  |
| Kingdom of the Planet of the Apes                    | Wes Ball                                                                                 | Owen Teague, Freya Allan, Peter Macon                                                             | Statele Unite                        |                                          |  |  |
| Lego Marvel Avengers Mission Demolition              | Ken Cunningham                                                                           | Will Friedle, Kevin Smith, David Kaye, John Stamos (voci)                                         | Statele Unite                        | Comedie Animation                        |  |  |
| Lesbian Space Princess                               | Emma Hough Hobbs, Leela Varghese                                                         | Shabana Azeez, Gemma Chua-Tran, Bernie Van Tiel, Richard Roxburgh, Aunty Donna, Kween Kong (voci) | Australia                            | Sci-fi Comedie animation                 |  |  |
| Levels                                               | Adam Stern                                                                               | Cara Gee, Peter Mooney, Aaron Abrams, David Hewlett                                               | Canada                               | Thriller Action                          |  |  |
| Maid Droid Origins                                   | Rich Mallery                                                                             | Katie Kay, Fawn Winters, Cassie Ghersi, ryan Brewer                                               | Statele Unite                        | Thriller Drama                           |  |  |
| Meanwhile on Earth                                   | Jérémy Clapin                                                                            | Megan Northam, Catherine Salée                                                                    | France                               | Drama                                    |  |  |
| Mobile Suit Gundam SEED Freedom                      | Mitsuo Fukuda                                                                            | Sōichirō Hoshi, Rie Tanaka, Akira Ishida, Nanako Mori, Kenichi Suzumura                           | Japonia                              | Mecha Anime                              |  |  |
| A Quiet Place: Day One                               | Michael Sarnoski                                                                         | Lupita Nyong'o, Joseph Quinn, Alex Wolff                                                          | Statele Unite                        |                                          |  |  |
| Rebel Moon - Part Two: The Scargiver                 | Zack Snyder                                                                              | Sofia Boutella, Charlie Hunnam, Ray Fisher                                                        | Statele Unite                        | Operă spațială, epic                     |  |  |
| Slingshot                                            | Mikael Håfström                                                                          | Casey Affleck, Laurence Fishburne                                                                 | Statele Unite                        | Science Fiction Thriller                 |  |  |
| Sonic the Hedgehog 3                                 | Jeff Fowler                                                                              | Ben Schwartz, Idris Elba, Colleen O'Shaughnessey                                                  | Statele Unite                        | Acțiune Aventuri Comedie Familie Fantasy |  |  |
| Space Command Redemption                             | Elaine Zicree, Marc Scott Zicree                                                         | Bita Arefnia, Don Baldaramos, David Bartlett, Joanna Bloem                                        | Statele Unite                        | [ 17 ]                                   |  |  |
| Spaceman                                             | Johan Renck                                                                              | Adam Sandler, Paul Dano, Carey Mulligan                                                           | Statele Unite                        | Science Fiction Drama                    |  |  |
| Space Sharks                                         | Dustin Ferguson                                                                          | Eric Roberts, Brinke Stevens, Scott Schwartz, Vida Ghaffari                                       | Statele Unite                        | Horror                                   |  |  |
| Star Abyss                                           | Zhang Xiaobei                                                                            | Gao Zhiting, Andrew Lin, Ming Zi Yu, Maiqian Guo                                                  | China                                | Aventuri Acțiune                         |  |  |
| Subservience                                         | S.K. Dale                                                                                | Megan Fox, Michele Morrone, Madeline Zima, Matilda Firth                                          | Statele Unite                        | Thriller Horror                          |  |  |
| Teri Baaton Mein Aisa Uljha Jiya                     | Amit Joshi, Aradhana Sah                                                                 | Shahid Kapoor, Kriti Sanon                                                                        | India                                | Sci-fi Romantic Comedy                   |  |  |
| Transformers One                                     | Josh Cooley                                                                              | Chris Hemsworth, Brian Tyree Henry, Scarlett Johansson, Keegan-Michael Key                        | Statele Unite                        | Animation Action                         |  |  |
| Venom The Last Dance                                 | Kelly Marcel                                                                             | Tom Hardy, Chiwetel Ejiofor, Juno Temple, Rhys Ifans                                              | Statele Unite                        | Acțiune Aventuri                         |  |  |
| V/H/S/Beyond                                         | Jordan Downey Christian Long Justin Long Justin Martinez Virat Pal Kate Siegel Jay Cheel |                                                                                                   | Statele Unite                        | Science Fiction Horror                   |  |  |
| Watchmen Chapter I                                   | Brandon Vietti                                                                           | Troy Baker, Adrienne Barbeau, Corey Burton, Michael Cerveris (voci)                               | Statele Unite                        | Drama Animation                          |  |  |
| The Wild Robot                                       | Chris Sanders                                                                            | Lupita Nyong'o, Pedro Pascal                                                                      | Statele Unite                        | Animație Supraiețuire                    |  |  |
| Wonderland                                           | Kim Tae-yong                                                                             | Tang Wei, Bae Suzy, Park Bo-gum, Jung Yu-mi                                                       | Coreea de Sud                        | Drama                                    |  |  |

## Filme viitoare
| 2025                                       |                                              |                                                                                                 |                |                      |
| Titlu                                      | Regizor                                      | Distribuția                                                                                     | Țara           | Note                 |
| Avatar: Fire and Ash                       | James Cameron                                | Sam Worthington, Zoe Saldana                                                                    | United States  | December 19, 2025    |
| The Bride!                                 | Maggie Gyllenhaal                            | Penélope Cruz, Christian Bale, Jessie Buckley, Peter Sarsgaard, Annette Bening, Jake Gyllenhaal | United States  | September 26, 2025   |
| The Electric State                         | Russo brothers                               | Millie Bobby Brown, Chris Pratt, Ke Huy Quan                                                    | United States  | March 14, 2025       |
| Elio                                       | Adrian Molina, Domee Shi, Madeline Sharafian | Yonas Kibreab, Zoe Saldaña                                                                      | United States  | June 20, 2025        |
| The Fantastic Four: First Steps            | Matt Shakman                                 | Pedro Pascal, Vanessa Kirby, Joseph Quinn, Ebon Moss-Bachrach                                   | United States  | July 25, 2025        |
| The Gorge                                  | Scott Derrickson                             | Miles Teller, Anya Taylor-Joy                                                                   | United States  | February 14, 2025    |
| Jurassic World Rebirth                     | Gareth Edwards                               | Scarlett Johansson, Mahershala Ali, Jonathan Bailey, Rupert Friend                              | United States  | July 2, 2025         |
| Lilo & Stitch                              | Dean Fleischer Camp                          | Sydney Agudong, Chris Sanders                                                                   | United States  | May 23, 2025         |
| Mickey 17                                  | Bong Joon-ho                                 | Robert Pattinson, Naomi Ackie                                                                   | United States  | March 7, 2025        |
| Rogue Trooper                              | Duncan Jones                                 | Aneurin Barnard, Hayley Atwell, Jack Lowden                                                     | United Kingdom | 2025                 |
| Skyline: Warpath                           | Liam O'Donnell                               | Iko Uwais, Scott Adkins                                                                         | United States  | 2025                 |
| Star Trek: Section 31                      | Olatunde Osunsanmi                           | Michelle Yeoh                                                                                   | United States  | January 24, 2025     |
| 2026 or later or unknown                   |                                              |                                                                                                 |                |                      |
| Titlu                                      | Regizor                                      | Distribuția                                                                                     | Țara           | Note                 |
| Avatar 4                                   | James Cameron                                | Sam Worthington, Zoe Saldana                                                                    | United States  | December 21, 2029    |
| Avatar 5                                   | James Cameron                                | Sam Worthington, Zoe Saldana                                                                    | United States  | December 19, 2031    |
| Distant                                    | Will Speck and Josh Gordon                   | Anthony Ramos, Naomi Scott, Zachary Quinto                                                      | United States  |                      |
| Dune Messiah                               | Denis Villeneuve                             |                                                                                                 | United States  | 2026                 |
| Flowervale Street                          | David Robert Mitchell                        | Anne Hathaway, Ewan McGregor                                                                    | United States  | May 13, 2026         |
| Hoppers                                    | Daniel Chong                                 | Piper Curda, Bobby Moynihan, Jon Hamm                                                           | United States  | March 6, 2026        |
| The Immortal Ashwatthama                   | Aditya Dhar                                  | Allu Arjun                                                                                      | India          | [ 28 ] [ 29 ] [ 30 ] |
| In the Blink of an Eye                     | Andrew Stanton                               | Kate McKinnon, Rashida Jones                                                                    | United States  |                      |
| Life on Mars                               | John Krasinski                               |                                                                                                 | United States  | [ 31 ]               |
| The Mandalorian & Grogu                    | Jon Favreau                                  | Pedro Pascal, Sigourney Weaver                                                                  | United States  | May 22, 2026         |
| Mercy                                      | Timur Bekmambetov                            | Chris Pratt, Rebecca Ferguson, Annabelle Wallis                                                 | United States  | January 23, 2026     |
| Osiris                                     | William Kaufman                              | Max Martini, Linda Hamilton                                                                     | United States  |                      |
| Project Hail Mary                          | Phil Lord and Christopher Miller             | Ryan Gosling, Sandra Hüller                                                                     | United States  | March 20, 2026       |
| RoboCop Returns                            | Abe Forsythe                                 |                                                                                                 | United States  | [ 32 ]               |
| Seeking the King                           | Won Shin-yun                                 | Koo Kyo-hwan, Yoo Jae-myung, Seohyun                                                            | South Korea    |                      |
| Sonic the Hedgehog 4Format:Broken anchor   | Jeff Fowler                                  | Ben Schwartz                                                                                    | United States  | March 19, 2027       |
| The Three-Body Problem                     | Panpan Zhang                                 | Zhang Jingchu                                                                                   | China          | [ 34 ] [ 35 ] [ 7 ]  |
| The Wild Robot 2                           | Chris Sanders                                | Lupita Nyong'o                                                                                  | United States  | [ 36 ]               |
| Untitled fifth Planet of the Apes film     |                                              |                                                                                                 | United States  | 2027                 |
| Untitled Michael Mann sci-fi film          | Michael Mann                                 |                                                                                                 | United States  | [ 38 ]               |
| Untitled S. Shankar underwater sci-fi film | S. Shankar                                   | Shah Rukh Khan, Vijay                                                                           | India          | [ 39 ] [ 40 ]        |